# 刹子港
29°57′48.467″N 121°27′1.461″E / 29.96346306°N 121.45040583°E
刹子港又名刹子浦、官山河，位于浙江省宁波市江北区，是沟通慈江和姚江的一段人工河道，由宋丞相制使吴潜修建于南宋宝祐五年（1257年）。河道位于慈江夹田桥以南，起自官北山闸，终于小西坝闸，与姚江对岸的大西坝相对，长3.32千米，平均宽37米。该河段沟通了慈城和姚江，明代朝鲜人崔溥也曾由此河道进京。